# Lesioni personali (romanzo Scott Turow)
Lesioni personali (Personal Injuries) è un romanzo thriller legale dello scrittore statunitense Scott Turow del 1999.
Il romanzo è stato giudicato dalla rivista Time come miglior libro di fiction pubblicato nel 1999. e appartiene a una serie di opere ambientate nella Contea di Kindle.

## Trama
Robbie Feaver si rivolge all'avvocato George Mason, per una consulenza: Feaver ammette di aver corrotto per anni diversi giudici della Corte Civile dello Stato di New York per ottenere sentenze favorevoli. Il procuratore degli Stati Uniti, Stan Sennett, ha scoperto le macchinazioni e costringe Feaver a un accordo per incastrare Brendan Tuohey, il giudice della contea di Kindle che ritiene sia al centro di tutta la corruzione dello Stato. Viene messo in atto uno piano con infiltrati sotto copertura per incastrare i colpevoli. Il romanzo segue le indagini dell'FBI mentre svolge indagini sulla comunità legale della contea di Kindle, utilizzando infiltrati, intercettazioni telefoniche, telecamere nascoste e intercettazioni ambientali.

## Edizioni
- (EN) Scott Turow, Personal Injuries, 1ª ed., Farrar Straus & Giroux, 1999, ISBN 03-7428-194-7.
- Scott Turow, Lesioni personali, traduzione di Tullio Dobner, Omnibus, Milano, Mondadori, 2000, ISBN 9788804468073.
- Scott Turow, Lesioni personali, traduzione di Tullio Dobner, Oscar Bestsellers, n. 1195, Milano, Mondadori, 2001, ISBN 9788852057885.
- Scott Turow, Lesioni personali, traduzione di Tullio Dobner, I Miti, n. 209, Milano, Mondadori, 2001, ISBN 9788804494478.